# Otto Walter (Archäologe)
Otto Walter (* 22. September 1882 in Wien; † 15. Februar 1965 in Parsch) war ein österreichischer Klassischer Archäologe.
Der Schüler Emil Reischs war von 1908 bis 1938 Mitarbeiter, dann Direktor am Österreichischen Archäologischen Institut Athen. Nach dem Anschluss Österreichs bis 1945 war er zusätzlicher 2. Sekretär der Zweigstelle Athen des Archäologischen Instituts des Deutschen Reiches. 1945 wurde er Honorarprofessor an der Universität Wien, 1948 Professor in Innsbruck, Von 1951 bis zu seiner Emeritierung 1953 war Walter als Nachfolger Camillo Praschnikers Professor in Wien und gemeinsam mit Josef Keil Direktor des Österreichischen Archäologischen Instituts (ÖAI). Er wurde am Wiener Zentralfriedhof bestattet.
In seiner Zeit am ÖAI Athen setzte Walter von 1911 bis 1914 die Ausgrabungen in Elis fort und begründete mit zwei Kampagnen 1916 und 1925 die österreichischen Ausgrabungen in Aigeira.